# Donkere akelei
De donkere akelei (Aquilegia atrata) is een overblijvende plant uit de ranonkelfamilie (Ranunculaceae) die vooral te vinden is in de subalpiene zone van de Alpen en de Apennijnen.

## Naamgeving enetymologie
- Synoniem: Aquilegia vulgaris var. atroviolacea Avé-Lall., Aquilegia vulgaris subsp. atroviolacea (Avé-Lall.) Rapaics, Aquilegia atroviolacea (Avé-Lall.) Beck, Aquilegia vulgaris subsp. atrata (W.D.J.Koch) Nyman
- Frans: Ancolie noirâtre
- Duits: Schwarzviolette Akelei
- Engels: Dark Columbine

De soortaanduiding atrata is Latijn en betekent 'donker'.

## Kenmerken
De donkere akelei is een overblijvende, kruidachtige plant, met een tot 100 cm lange, behaarde bloemstengel. De grondbladeren zijn gesteeld, dubbel drietallig, dofgroen en onbehaard, met een onregelmatig gekartelde bladrand. De verspreid staande stengelblaadjes zijn kleiner en enkelvoudig.
De bloemen zijn knikkend tot hangend, tot 4 cm lang en vijfdelig. Zowel de uitgespreide kelkblaadjes als de in het midden gebundelde kroonblaadjes zijn donker violet gekleurd. De kroonblaadjes dragen aan de top een haakvormig spoor. De talrijke meeldraden zijn felgeel gekleurd en steken ver buiten de bloem uit.
De plant bloeit van mei tot juli.

## Habitaten verspreiding
De donkere akelei groeit voornamelijk op vochtige plaatsen op kalksteenbodem, zoals graslanden, wegbermen, bosranden, kapvlaktes en ruigtes in de subalpiene zone van het hooggebergte tot op 2.000 m hoogte.
De plant komt voor in het hele Alpengebied (Oostenrijk, Zwitserland, Zuid-Duitsland, het oosten van Frankrijk en het noorden van Italië) en in de Apennijnen (Italië).
... · 
A. alpina (Alpenakelei) · 
A. atrata (Donkere akelei) · 
A. bernardii · 
A. bertolonii · 
A. einseleana · 
A. formosa · 
A. olympica · 
A. pyrenaica (Pyrenese akelei) · 
A. vulgaris (Wilde akelei) · ...